# Arrondissement judiciaire de Turnhout
Subdivisions
L'arrondissement judiciaire de Turnhout (gerechtelijk arrondissement Turnhout en néerlandais) était l'un des trois arrondissements judiciaires de la province d'Anvers en Belgique et l'un des cinq qui dépendaient du ressort de la Cour d'appel d'Anvers. Il fut formé le 18 juin 1869 lors de l'adoption de la loi sur l'organisation judiciaire et fait partie de l'arrondissement judiciaire de la province d'Anvers depuis la fusion des arrondissements judiciaires de 2014. 

## Subdivisions
L'arrondissement judiciaire de Turnhout était divisé en 7 cantons judiciaires,. Il comprenait 27 communes, celles de l'arrondissement administratif de Turnhout.
Note : les chiffres et les lettres représentent ceux situés sur la carte.
1. Canton judiciaire d'Arendonk
      1. Arendonk
  2. Baerle-Duc (Baarle-Hertog)
  3. Dessel
  4. Vieux-Turnhout (Oud-Turnhout)
  5. Ravels
  6. Réthy (Retie)
2. Canton judiciaire de Geel
      1. Geel
  2. Kasterlee
3. Canton judiciaire de Herentals
      1. Grobbendonk
  2. Herentals
  3. Herenthout
  4. Olen
  5. Vorselaar
4. Canton judiciaire de Hoogstraten
      1. Beerse
  2. Hoogstraten
  3. Lille
  4. Rijkevorsel
5. Canton judiciaire de Mol
      1. Balen
  2. Meerhout
  3. Mol
6. Canton judiciaire de Turnhout
      1. Merksplas
  2. Turnhout
  3. Vosselaar
7. Canton judiciaire de Westerlo
      1. Herselt
  2. Hulshout
  3. Laakdal
  4. Westerlo